# Клас Угла
Клас Юхансон Угла (на шведски: Claas Johansson Uggla, срещащо се и като Claes Johansson Uggla, където Claas или Claes е архаичен правопис на името Клаус) е шведски адмирал и барон.

## Биография
Роден е в бившето населено място Йолсеруд, разположено в община Сефле, лен Вермланд, Швеция. Постъпва в шведския флот през 1644 година, като доброволец във война с Дания, под командването на кралски-адмирал Клас Ларшон Флеминг. През 1658 година поема командването на кораба Carolus IX и с него участва в битката при Йоресунд. През 1660 година е възпроизведен в тогавашното шведско звание адмирал-лейтенант (на шведски: amirallöjtnant).
На 1 юни 1676 година, след смъртта на адмирала на короната Лоренц Кройц, поема командването на шведския флот като де факто адмирал. Това става в рамките на битката при Йоланд, но в същия ден няколко часа по-късно Клас Угла намира смъртта си.
В течение на битката при Йоланд се потапя кораба на шведския главнокомандващ флота, адмирал на короната Лоренц Крауц. Това става в резултат на неуместна заповед за промяна на курса, въпреки пълно спуснатите платна и отворените капаци на оръдията. При това флагманския кораб „Короната“ (на шведски: Kronan) се накланя и впоследствие потъва. След тази трагедия, командването на шведския флот се поема от втория по ранг офицер и това е именно Клас Угла.
Но кратко след това, кораба „Мечът“ (на шведски: Svärdet) на адмирал Угла е обкръжен от вражеските сили. След няколкочасова вражеска артилерийска атака от флагманските кораби на датската и холандската флотилии, кораба „Мечът“ е преобърнат. Малко след това, „Мечът“ е запален. При опит за напускане на кораба, Клас Угла скача от борда, но намира смъртта си сред водите на Балтийско море.